# Château de Nonville
Le château de Nonville est un château situé sur la commune de Nonville, en France.

## Historique
William Davisson, originaire d'Écosse, acquit la demeure primitive au XVIIe siècle. Au XVIIIe siècle, la famille Davisson remplace la demeure par l'actuel pavillon. 
Le château passa à la famille Vigneron d'Heucqueville à la fin du XVIIIe siècle, à la suite du mariage entre Marie-Anne-Claude Davisson avec François-Thomas de Vigneron d'Heucqueville, chevalier, seigneur de Morlaine, lieutenant des maréchaux de France, capitaine de cavalerie, mousquetaire du roi et chevalier de Saint-Louis. 
François-Thomas de Vigneron restaure le château. N'ayant pas eu d'enfant, le château passa à un cousin de son épouse, Henry-Louis de Bertrand, comte de Beuvron, gouverneur pour le roi de Beaulieu et chevau-léger de la garde. 
En 1808, Joseph Bertrand de Beuvron vend le château à Charles-Louis Antheaulme. Après le décès d'Antheaulme de Nonville, il passa à sa veuve, née Desmé de Gagnonville, puis fut transmis à ses enfants.

### Parc d'attractions
Le parc du château a accueilli le parc d'attractions « Fami Parc » de 1997 à 2012. Fermé à la suite d'un différend juridique avec les deux communes d'implantation, ce parc accueillait à chaque saison estivale de 50 000 à 157 000 visiteurs et fournissait chaque année un emploi saisonnier à plus de 70 personnes, notamment des jeunes en recherche d'un « job d'été ».

### Domaine de Nonville
Après plusieurs années de fermeture, le site a été repris en 2016 dans le cadre d'un projet de restauration d'une activité agricole, arboricole et viticole.
En 2021, la propriété est rachetée par le Groupe Bertrand, acteur important de la restauration en France. Le groupe prévoit d’en faire, sous le nom « Domaine de Nonville », un lieu de séjour écotouristique associé à une production agricole approvisionnant en circuit court des restaurants du groupe.

## Sources
- Fernande Sadler, Les Davison, seigneur de Nonville-en-Gatinais, 1905 (Gallica)